# 교황 세르지오 3세
교황 세르지오 3세(라틴어: Sergius PP. III, 이탈리아어: Papa Sergio III)는 제119대 교황(재위: 904년 1월 29일 - 911년 4월 14일)이다. 그는 이탈리아 중부에서 이른바 암흑 시대 또는 창부정치라고 불리는 갈등으로 빚어진 폭력과 무질서가 판치는 시기의 교황이었으며, 이 시기에는 여러 귀족 세력이 교황직을 자신들의 야망을 충족하기 위한 도구로 활용하며 다투던 시기였다. 소문에 따르면, 세르지오 3세는 전임자인 교황 레오 5세와 대립교황 크리스토포로를 죽이라고 사주했으며, 사생아를 하나 두었는데, 훗날 교황 요한 11세가 되는 인물이라고 한다. 기독교 역사에서 그의 재임기간은 대체적으로 음울하고 수치스러우며, 능률적이지만 무자비하다는 평가를 받고 있다.

## 초창기
세르지오는 베네딕토의 아들이며, 전통적인 로마 귀족 집안의 자손이라고 전해진다. 그의 집안은 투스쿨룸 백작 테오필락트 1세의 집안과 친척 관계라고 전해진다. 그는 교황 마리노 1세에 의해 차부제로 서품받았으며, 뒤이어 교황 스테파노 5세 때에 부제로 서품받았다. 교황 포르모소가 재임한 시절에 스폴레토의 람베르토 2세 황제를 지지하는 귀족당의 일원이었던 그는 교황 포르모소와 그가 지지한 아르눌프 폰 케른텐과는 적대 관계였다. 포르모소는 893년 세르지오를 체르베테리의 주교로 서임하면서 그에게 로마를 떠나라고 지시했다. 프로모소가 세르지오를 사제로 서품한 것이 나중에 교황 테오도로 2세에 의해 유효성을 입증받기는 했지만, 896년 포르모소가 선종한 후 생전에 그가 부여한 모든 서품이 한때 무효 처리가 되면서 세르지오는 한동안 주교로서 활동하지 못하였다. 한편 세르지오는 이미 선종한 포르모소를 단죄함으로써 논란을 빚어낸 시체 시노드에 적극적으로 참여하기도 하였다.
898년 교황 테오도로 2세가 선종하자, 세르지오는 자신의 아버지 베네딕토가 이끄는 로마인 귀족들의 힘을 빌려 자신이 교황이 되고자 시도하였다. 이는 그가 지지했던 람베르토 2세 황제의 뜻과는 상반되는 것이었다. 결국 테오도로 2세의 후임자로 교황 요한 9세가 선출되면서 세르지오의 희망은 좌절되었다. 람베르토 2세의 지지를 등에 업고 요한 9세는 성공적으로 교황으로 선출되어 즉위하였으며, 그가 교황으로서 내린 첫 번째 조치는 세르지오와 그의 추종자들을 파문시키기 위해 시노드를 소집하라는 것이었다. 세르지오는 람베르토 2세에 의해 강제로 로마에서 추방당해 자신의 주교좌 소재지인 체르테베리로 피신하였다. 이곳에서 그는 토스카나 후작 아달베르토 2세의 보호를 받게 되었다.
902년 루트비히 3세(맹인왕, 프로방스 왕)가 로마에서 철수하자, 로마의 정세는 급속도로 악화되어 대립 교황 크리스토포로가 교황 레오 5세를 내쫓고 베드로좌를 불법으로 점거하는 사태가 벌어졌다. 그러자 얼마 안 있어 군 사령관(Magister militum)인 투스쿨룸 백작 테오필락트 1세가 휘하 귀족들을 이끌고 대립 교황 크리스토포로를 축출하기 위한 반란을 일으켰으며, 세르지오에게 교황이 되려면 속히 로마로 돌아오라는 전갈을 보냈다. 세르지오는 이를 받아들여 아달베르토 2세가 지원한 병사들을 이끌고 로마에 입성했는데, 이 때는 대립 교황 크리스토포로가 이미 테오필락트 1세에 의해 체포되어 투옥되어 있었다. 세르지오는 904년 1월 29일 교황으로 즉위하였다.
세르지오 3세는 자신을 교황좌에 앉히게 해 준 테오필락트 1세의 공로를 높이 사, 즉위하자마자 그를 교황 재무원장(sacri palatii vestararius)으로 임명함으로써 보답해 주었다. 당시 교황 재무원장은 로마 교회의 공무원 가운데 가장 높은 자리로서, 교회의 재정을 관리하는 자리였다. 이후 교황령의 모든 실권은 테오필락트 1세가 갖게 되었으며, 세르지오 3세는 사실상 그의 꼭두각시가 되었다. 세르지오에 앞서 교황으로 즉위한 교황 레오 5세와 대립 교황 크리스토포로가 비참한 죽음을 맞이한 것이 이를 반증하는 첫 번째 사례라고 볼 수 있다. 이탈리아의 사제이자 시인 에우게니우스 불가리우스에 의하면, 세르지오 3세는 904년 초에 당시 감옥에 수감된 교황 레오 5세와 대립 교황 크리스토포로를 교살하라는 명령을 내렸다고 한다. 이 증언에 따르면 두 사람은 세르지오 3세가 재임한 시기에 살해당한 것으로 보인다. 그러나 다른 증언에 의하면, 크리스토포로는 수도원으로 낙향하도록 허락받아 목숨을 부지했다고 한다. 누가 실권을 쥐고 있었는가를 생각해볼 때, 테오필락트 1세가 두 사람을 살해하라고 직접 지시를 내렸거나 아니면 세르지오 3세에게 지시하여 그러한 명령을 내리게 만들었을 가능성이 더 높아 보인다. 세르지오 3세는 또한 자신의 가족들과 자신을 지지했던 귀족들을 교회 내 요직에 두루 앉혔다.

## 이탈리아에서의 활동
세르지오 3세는 시노드를 소집하여, 교황 포르모소의 서품을 모두 무효로 선언하였으며, 그에게서 서품받은 모든 성직자는 다시 서품받으라고 요구하면서 큰 혼란이 일어났다. 당시 시노드에서 세르지오 3세는 로마 성직자단을 상대로 추방시키겠다고 협박하는 것은 물론 폭력 행사, 뇌물 수수 등을 이용해 위협함으로써 자신의 결정을 따르게끔 만들었다고 전해진다. 시노드에서 성직 재서품을 받으라는 결정이 내려진 것에 대해 민심이 극도로 흉흉해졌으며, 로마에서 멀리 떨어진 교구들에서는 이를 무시했을 뿐만 아니라 공개적으로 이를 규탄하며 포르모소의 서품의 유효성을 정당화하는 서신들을 써서 보냈다. 시노드에서 내려진 이 결정은 세르지오 3세가 선종한 후 무효가 되었다.
세르지오 3세는 포르모소와 적대적인 관계였던 세력에 대해 지속적인 지지를 표명하면서, 시체 시노드에서 포르모소의 시신을 꺼내 유죄 선고를 내리고 훼손한 스테파노 6세의 무덤에 그의 행동을 칭송하는 글귀를 새긴 묘비를 세웠다. 수세기 동안 사람들은 세르지오 3세가 당시 포르모소의 무덤에서 시신을 다시 꺼내서 제2차 시체 시노드를 열어 유죄 판결을 내린 다음 목을 베었다고 생각했다. 그러나 이 이야기의 출처는 크레모나의 리우트프란트인데, 그는 스테파노 6세가 소집했던 시체 시노드를 세르지오 3세가 소집했다고 잘못 기술했기 때문에 신빙성이 떨어진다고 봐야 한다.
세르지오 3세와 테오필락트 1세 모두 루트비히 3세의 명목상 통치를 지지하지는 않았지만, 그의 유일한 경쟁자인 이탈리아의 베렌가리오 1세에게 황제의 칭호를 부여하는 것 또한 마음 내키지 않았다. 하지만 906년경 세르지오 3세가 베렌가리오 1세의 제위 대관식을 거행하기로 결정을 내렸다는 소식에, 그동안 세르지오 3세를 지지해왔던 스폴레토의 알베리코 1세와 토스카나 변경백 아달베르토 2세가 이에 불만을 품었다. 그러자 베렌가리오 1세는 두 사람이 로마에 들어오지 못하도록 막았다. 그렇지만 베렌가리오 1세가 자신의 봉신들을 통제하는 것에 대해 난색을 표하자 세르지오 3세는 반발심을 갖게 되었다. 907년 이스트리아 변경백 알부이누스가 교황령에 속한 라벤나 대주교 요한(훗날의 교황 요한 10세)의 영지를 강제로 빼앗자, 세르지오 3세는 알부이누스에게 즉각 침탈 행위를 중단하라고 경고하는 서신을 써서 보냈다. 그러나 알부이누스가 자신의 경고를 무시하자, 세르지오 3세는 910년 당시 폴라의 주교에게 보낸 서신에서 “베렌가리오가 알비누스의 침탈 행위를 중단하고, 그의 영토를 더 나은 사람에게 주겠다고 약속하기 전까지 나는 베렌가리오를 황제로 등극시키지 않을 것이다.”라고 분명히 밝혔다.
896년 세르지오 3세는 로마에서 갑자기 발생한 지진으로 무너진 데다가 대립 교황 크리스토포로에 의해 약탈당한 라테라노 궁전을 복구했다. 그는 각종 물품과 성화상, 십자고상 등으로 새로이 단장으로 새로 쌓은 벽에는 프레스코화로 장식했다. 905년에는 사라센에 의해 완전히 파괴된 실바칸디다 성당을 재건하기 위한 기금을 냈다. 또한 마자르족의 침입을 받아 파괴된 노난톨라 수도원을 복구하는데 도움을 주었다. 그리고 마침내 그는 서프랑크 왕국과 동프랑크 왕국에 있는 일부 수도원 및 성당들에 대한 특권까지 받아냈다.

## 콘스탄티노폴리스와의 관계
세르지오 3세는 자신의 전임자들과 마찬가지로 니케아 콘스탄티노폴리스 신경에 필리오케(성자로부터) 문구를 첨부하는 것을 지지함으로써 동방 교회와 대립하였다. 909년 6월 트로슬레 시노드에 참석한 교황 특사들은 동로마 제국의 사절단을 비판했으며, 이는 시노드의 교회법 조항 제14항을 통해 잘 드러나있다.
거룩한 사도좌는 성령을 적대시하는 포티오스의 불경스러운 오류, 즉 성령께서는 오직 성부에게서 나시며 성자에게서는 나시지 않는다는 오류가 아직도 동방에 만연하고 있다는 점을 지적한다. 그러므로 다시 회생하고 있는 이 괴물을 물리치기에 충분할 정도로 성경 말씀을 사려 깊게 연구한 로마 주교좌의 교부들의 경고에 대해 그대들은 우리와 함께 동참해 주기를 촉구하는 바이다.
이 여파로, 그로부터 1세기 후에 콘스탄티노폴리스 총대주교 세르기오스 2세는 주교들의 명단이 적힌 딥티크 명단에서 세르지오 3세의 이름을 삭제해 버렸다.
그러나 세르지오 3세가 재임한 동안 콘스탄티노폴리스와의 주요 쟁점은 레온 6세 황제의 혼인 문제였다. 조이 카르보노프시나와 혼인하기를 원했던 레온 6세 황제는 콘스탄티노폴리스 총대주교 니콜라오스 미스티코스와 세르지오 3세에게 혼인을 허락해 달라고 호소하였다. 이에 세르지오 3세는 콘스탄티노폴리스에 사절단을 보내서, 레온 6세의 네 번째 혼인을 비난할 근거를 찾아볼 수 없다는 입장을 밝혀 황제의 편에 섰다. 그러나 니콜라오스는 레온 6세의 네 번째 혼인을 받아들이는 것을 거부해서 강제로 총대주교 자리에서 쫓겨나야만 했다. 그러자 니콜라오스는 자신의 퇴출이 불법적으로 이루어졌다고 주장하면서, 세르지오 3세에게 상소하였다.

## 마로치아와의 관계
세르지오 3세는 테오필락트 1세의 집안과 돈독한 관계였는데, 소문에 따르면 그 이유가 테오필락트 1세의 딸 마로치아와의 부적절한 관계 때문이라고 전해진다. 테오필락트 1세의 아내이자 마로치아의 어머니인 테오도라에 의해 이러한 소문이 퍼졌으며, 세르지오 3세와 마로치아 사이에서 아들이 한 명 있는데 이 아들은 훗날 교황 요한 11세가 된다. 이 이야기의 출처는 세르지오 3세가 선종한 후 약 50년이 지난 후 크레모나의 리우트프란트가 집필한 연대기가 유일하다. 세르지오 3세와 동시대를 살았던 나폴리의 아욱실리오와 에우게니우스 불가리우스 모두 포르모소 교황에 대한 세르지오 3세의 행동에 대해 매우 비판적인 인물들이었지만, 이러한 주장은 전혀 하지 않았다.
세르지오 3세와 마로치아가 연인 사이였다는 이야기는 불가능한 일만은 아니었지만, 설사 사실이었다 하더라도 909년 마로치아가 스폴레토의 알베릭 1세와 혼인한 시점부터는 두 사람의 관계는 끊어졌을 것으로 보인다. 세르지오 3세와 마로치아가 구체적으로 어떤 관계였는지에 대해서는 아직까지도 확실하지 않다. 교황 요한 11세는 910년 태어났는데, 이 때는 이미 마로치아가 알베릭 1세와 혼인한 후였다. 따라서 요한 11세가 사실 소문과는 달리 세르지오 3세의 아들이 아닐 가능성이 있다. 하지만 귀족 가문의 맏아들이 아버지의 가문을 승계받지 않고 성직자가 되었다는 것은 특이한 사항이라고 볼 수 있다. 그 대신 차남인 알베릭이 스폴레토 공작위를 계승했다는 것은 요한이 사생아일 가능성, 특히 세르지오 3세가 친부일 가능성이 높다는 것을 암시한다고 볼 수도 있다.

## 죽음
세르지오 3세는 911년 4월 14일에 선종하였으며, 그의 시신은 바티칸의 성 베드로 대성전에 안장되었다.

## 평가
세르지오 3세는 역사적으로 비난받아 왔는데, 그 비난의 출처는 대부분 크레모아의 리우트프란트가 세르지오 3세의 재임기간에 일어났던 일들을 기록한 문헌을 통해서였다. 19세기 교황사학자들은 리우트프란트의 기록과 《교황 연대표》, 역시 세르지오 3세를 비판적으로 바라보았던 후대 연대기작가의 기록 등에 주목하여 세르지오 3세가 재임할 때부터 ‘암흑 시대’ 또는 ‘창부정치’가 도래했다고 표현했다. ‘창부정치’라는 명칭에서 알 수 있듯이 이 시기부터 한동안 여인이 강력한 권력을 행사하게 되었다. 리우트프란트는 테오도라에 대해서 “여느 남자 못지않게 로마인들에게 권력을 행사했던... 뻔뻔한 창녀”로 묘사했으며, 그녀의 딸이자 교황 요한 11세의 어머니이며 마로치아에 대해서는 세르지오 3세의 정부(情婦)라고 주장하였다.
16세기 이탈리아의 추기경이자 교회사학자인 체사레 바로니우스는 리우트프란트의 자료에 근거하여, 아래와 같이 세르지오 3세에 대해 더욱 혹독한 비평을 하였다.
“악마와 같이 나쁜 인간으로서, 밧줄과 불로써 죗값을 치루어야 마땅하며, 불구덩이마저도 세르지오라는 극악한 괴물이 마땅히 받아야 할 벌에 따른 고통을 받게 하는데에 충분하지 않을 것이다. 이러한 자를 합법적인 교황이라고 믿으라는 것은 불가능하다.”
하지만 실제 역사적 상황은 세르지오 3세가 스폴레토 공작 람베르토에 의해 강제로 쫓겨났을 때 모든 공식 기록이 파괴되면서 객관적으로 알 수 없게 되었다. 그 결과, 세르지오 3세에 대해 남아있는 기록 대부분은 나폴리로 도망간 친포르모소파에 의해 작성된 것들 뿐이다. 《가톨릭 백과사전》은 세르지오 3세의 불미스러운 이야기, 즉 그가 전임 교황과 대립 교황의 죽음을 사주했으며, 마로치아와의 불법적인 관계를 통해 아들을 얻었는데, 이 아들이 훗날 교황 요한 11세가 되었다는 이야기에 대해 기록하고 있다. 이러한 이야기들은 오직 세르지오 3세와의 관계가 좋지 않거나 잘못된 정보에 기인한 경우가 많으며, 존경할 만한 동시대 사람들이 세르지오 3세에 대해 이야기한 것과 내용이 일치하지 않은 부분도 있다.
그럼에도 불구하고, 오늘날 학자들의 대부분은 세르지오 3세에 대해 좋지 않은 견해를 갖고 있다. 호레이스 K. 만은 “세르지오는 불행하게도 특정 정파에 속한 당원이었던 것이 분명하며, 자신이 속한 정파의 우월성을 간절히 바랐다.”고 평하였다.
반면에 페르디난트 그레고로비우스는 “7년 동안 혼란스러웠던 시기에 교황직을 지켰던 세르지오는 적어도 열성적인 인물이었다는 사실만은 인정되어야 한다. 비록 그에게서 사도적 덕망을 거의 찾아볼 수 없더라도 말이다.”라고 평가하였다.
제임스 S. 패커는 세르지오 3세를 사병을 동원해 자신의 정적들을 살생하는 흉포하고 사악한 사람으로 묘사했던 반면, 발터 울만은 그를 권력과 불륜에 매달린 테오필락트 가문의 전형적인 인물로 묘사했다.

## 같이 보기
- 교황 목록